# Росси, Лео
Лео Росси (англ. Leo Rossi; род. 26 июня 1946) — американский актёр, известный по таким фильмам, как «Хэллоуин 2» (1981), «Безжалостный» (1989), и «Маньяк-полицейский 2» (1990).

## Биография
Лео Росси родился 26 июня 1946 года в городе Трентон, штат Нью-Джерси. Вырос в Филадельфии, штат Пенсильвания. Лео начинал играть в любительском театре, а с середины 1970-х годов начал сниматься в кино и на телевидении.